# Khandikeri, Aurad
Khandikeri là một làng thuộc tehsil Aurad, huyện Bidar, bang Karnataka, Ấn Độ.